# Po šumama i gorama
"Po šumama i gorama" (izvorno na ruskom jeziku По долинам и по взгорьям), partizanska je koračnica. Melodija potječe od Ruske carske vojske iz razdoblja Ruskog građanskog rata.
Pjesma je jedna od popularnijih melodija tijekom antifašističke borbe u Hrvatskoj i Jugoslaviji te je njezina popularnost opstala u SFR Jugoslaviji. Raspadom Jugoslavije pjesma je osobito prisutna u krugovima jugonostalgičara na raznim proslavama obilježavanja.
Ruska inačica, poznata pod nazivom Po dolinama i gorama (По долинам и по взгорьям) 1929. godine proglašena je za Partizansku himnu. Popularnost ove pjesme se vremenom proširila izvan granica Sovjetskog Saveza. Tijekom Španjolskog građanskog rata nastala je inačica na španjolskom jeziku. Tijekom Drugog svjetskog rata pjesma je doživela novu popularnost kako među pripadnicima Crvene armije, tako i među pripadnicima oslobodilačkih pokreta diljem Europe, pa tako nastaju inačice na francuskom, njemačkom, grčkom i drugim jezicima.

## Tekst
Po šumama i gorama
Po šumama i gorama

naše zemlje ponosne

idu čete partizana,

Slavu borbe pronose!

Neka znade dušman kleti

da će kod nas slomit vrat,

Prije ćemo mi umrijeti

Nego svoje zemlje dat'!

Crne horde nas ne plaše,

Krv herojska u nam vri,

Mi ne damo zemlje naše

Da je gaze fašisti!

Zgazit ćemo izdajice,

i prihvatit ljuti boj,

spasit kuće, oranice,

oslobodit narod svoj.

## Alternativna inačica
Basil Davidson navodi tekst pjesme koju je čuo od jugoslavenskih partizana:
Partizan sam tim se dičim:

To ne može biti svak

Umrijeti za slobodu,

Može samo div junak.

Puška mi je drugarica,

Mitraljez mi moji brat:

Svakog časa odjim na straži,

Da tiranu skršim vrat.

Narodu sam zavjet dao,

Ja, narodni partizan:

Da ću čuvat' stijeg slobode,

Boriti se noć i dan.

## Ruska inačica
По долинам и по взгорьям

Шла дивизия вперед,

Чтобы с боя взять Приморье —

Белой армии оплот

Наливалися знамена

Кумачом последних ран,

Шли лихие эскадроны

Приамурских партизан.

Этих лет не смолкнет слава,

Не померкнет никогда —

Партизанские отряды

Занимали города.

И останутся, как в сказках,

Как манящие огни

Штурмовые ночи Спасска,

Волочаевские дни.

Разгромили атаманов,

Разогнали воевод

И на Тихом океане

Свой закончили поход.

## Vanjske poveznice
- Članak u 24sata: Skupina SDPovaca pjevala "Po šumama i gorama" dok nije došla policija  Arhivirana inačica izvorne stranice od 28. ožujka 2010. (Wayback Machine)
- webstranica domovinskirat.com[neaktivna poveznica]